# Sondaje de opinie pentru alegerile parlamentare din Republica Moldova, 2025
În pregătirea alegerilor parlamentare din 2025, ce vor avea loc pe 28 septembrie 2025, diverse organizații de sondare a opiniei publice din Republica Moldova au realizat o serie de sondaje de opinie pentru a măsura și urmări intenția de vot în rândul electoratului. Rezultatele tuturor acestor sondaje de opinie sunt prezentate în tabelele anuale de mai jos.

### Exclusiv respondenții deciși

| Firmă de sondare                | Data efectuării                 | Eșantion | PAS | BEP | BEP | BEP | BEP | Victorie | Victorie | Victorie | Alternativa | Alternativa | Alternativa | PN | PPDA | Împreună | CUB | PSDE | DA | PACE | AUR | PUN | PLDM | PNM | Alții | Avans |                                                                    |                                                                    |                                                                    |
| Firmă de sondare                | Data efectuării                 | Eșantion | PAS | BCS | BCS | PRIM | PVM | ȘOR | ȘOR | PR | Alternativa | Alternativa | Alternativa | PN | PPDA | Împreună | CUB | PSDE | DA | PACE | AUR | PUN | PLDM | PNM | Alții | Avans |                                                                    |                                                                    |                                                                    |
| Firmă de sondare                | Data efectuării                 | Eșantion | PAS | PSRM | PCRM | PRIM | PVM | ȘOR | Șansă | PR | CC | PDCM | MAN | PN | PPDA | PS | CUB | PSDE | DA | PACE | AUR | PUN | PLDM | PNM | Alții | Avans |                                                                    |                                                                    |                                                                    |
| ------------------------------- | ------------------------------- | --- | --- | --- | --- | --- | --- | --- | --- | --- | --- | --- | --- | --- | --- | --- | --- | --- | --- | --- | --- | --- | --- | --- | --- | --- | ------------------------------------------------------------------ | ------------------------------------------------------------------ | ------------------------------------------------------------------ |
| Firmă de sondare                | Data efectuării                 | Eșantion | | 22 iulie 2025 | PSRM, PCRM, PRIM și PVM au anunțat că vor candida pe liste comune.                                                                                            | PSRM, PCRM, PRIM și PVM au anunțat că vor candida pe liste comune.                                                                                            | PSRM, PCRM, PRIM și PVM au anunțat că vor candida pe liste comune.                                                                                            | PSRM, PCRM, PRIM și PVM au anunțat că vor candida pe liste comune.                                                                                            | PSRM, PCRM, PRIM și PVM au anunțat că vor candida pe liste comune.                                                                                            | PSRM, PCRM, PRIM și PVM au anunțat că vor candida pe liste comune.                                                                                            | PSRM, PCRM, PRIM și PVM au anunțat că vor candida pe liste comune.                                                                                            | PSRM, PCRM, PRIM și PVM au anunțat că vor candida pe liste comune.                                                                                            | PSRM, PCRM, PRIM și PVM au anunțat că vor candida pe liste comune.                                                                                            | PSRM, PCRM, PRIM și PVM au anunțat că vor candida pe liste comune.                                                                                            | PSRM, PCRM, PRIM și PVM au anunțat că vor candida pe liste comune.                                                                                            | PSRM, PCRM, PRIM și PVM au anunțat că vor candida pe liste comune.                                                                                            | PSRM, PCRM, PRIM și PVM au anunțat că vor candida pe liste comune.                                                                                            | PSRM, PCRM, PRIM și PVM au anunțat că vor candida pe liste comune.                                                                                            | PSRM, PCRM, PRIM și PVM au anunțat că vor candida pe liste comune.                                                                                            | PSRM, PCRM, PRIM și PVM au anunțat că vor candida pe liste comune.                                                                                            | PSRM, PCRM, PRIM și PVM au anunțat că vor candida pe liste comune.                                                                                            | PSRM, PCRM, PRIM și PVM au anunțat că vor candida pe liste comune.                                                                                            | PSRM, PCRM, PRIM și PVM au anunțat că vor candida pe liste comune.                                                                                            | PSRM, PCRM, PRIM și PVM au anunțat că vor candida pe liste comune.                                                                                            | PSRM, PCRM, PRIM și PVM au anunțat că vor candida pe liste comune.                                                                                            | PSRM, PCRM, PRIM și PVM au anunțat că vor candida pe liste comune.                                                                                            | PSRM, PCRM, PRIM și PVM au anunțat că vor candida pe liste comune. | PSRM, PCRM, PRIM și PVM au anunțat că vor candida pe liste comune. | PSRM, PCRM, PRIM și PVM au anunțat că vor candida pe liste comune. |
|                                 | 19 iulie 2025                   | Comisia Electorală Centrală a Republicii Moldova respinge înregistrarea blocului politic „Victorie”.                                                          | Comisia Electorală Centrală a Republicii Moldova respinge înregistrarea blocului politic „Victorie”.                                                          | Comisia Electorală Centrală a Republicii Moldova respinge înregistrarea blocului politic „Victorie”.                                                          | Comisia Electorală Centrală a Republicii Moldova respinge înregistrarea blocului politic „Victorie”.                                                          | Comisia Electorală Centrală a Republicii Moldova respinge înregistrarea blocului politic „Victorie”.                                                          | Comisia Electorală Centrală a Republicii Moldova respinge înregistrarea blocului politic „Victorie”.                                                          | Comisia Electorală Centrală a Republicii Moldova respinge înregistrarea blocului politic „Victorie”.                                                          | Comisia Electorală Centrală a Republicii Moldova respinge înregistrarea blocului politic „Victorie”.                                                          | Comisia Electorală Centrală a Republicii Moldova respinge înregistrarea blocului politic „Victorie”.                                                          | Comisia Electorală Centrală a Republicii Moldova respinge înregistrarea blocului politic „Victorie”.                                                          | Comisia Electorală Centrală a Republicii Moldova respinge înregistrarea blocului politic „Victorie”.                                                          | Comisia Electorală Centrală a Republicii Moldova respinge înregistrarea blocului politic „Victorie”.                                                          | Comisia Electorală Centrală a Republicii Moldova respinge înregistrarea blocului politic „Victorie”.                                                          | Comisia Electorală Centrală a Republicii Moldova respinge înregistrarea blocului politic „Victorie”.                                                          | Comisia Electorală Centrală a Republicii Moldova respinge înregistrarea blocului politic „Victorie”.                                                          | Comisia Electorală Centrală a Republicii Moldova respinge înregistrarea blocului politic „Victorie”.                                                          | Comisia Electorală Centrală a Republicii Moldova respinge înregistrarea blocului politic „Victorie”.                                                          | Comisia Electorală Centrală a Republicii Moldova respinge înregistrarea blocului politic „Victorie”.                                                          | Comisia Electorală Centrală a Republicii Moldova respinge înregistrarea blocului politic „Victorie”.                                                          | Comisia Electorală Centrală a Republicii Moldova respinge înregistrarea blocului politic „Victorie”.                                                          | Comisia Electorală Centrală a Republicii Moldova respinge înregistrarea blocului politic „Victorie”.                                                          | Comisia Electorală Centrală a Republicii Moldova respinge înregistrarea blocului politic „Victorie”.                                                          | Comisia Electorală Centrală a Republicii Moldova respinge înregistrarea blocului politic „Victorie”.                                                          | Comisia Electorală Centrală a Republicii Moldova respinge înregistrarea blocului politic „Victorie”.                                                          | Comisia Electorală Centrală a Republicii Moldova respinge înregistrarea blocului politic „Victorie”.                                                          |                                                                    |                                                                    |                                                                    |
|                                 | 18 iulie 2025                   | Platforma Demnitate și Adevăr părăsește blocul politic „Împreună” și anunță că va candida pe lista PAS.                                                       | Platforma Demnitate și Adevăr părăsește blocul politic „Împreună” și anunță că va candida pe lista PAS.                                                       | Platforma Demnitate și Adevăr părăsește blocul politic „Împreună” și anunță că va candida pe lista PAS.                                                       | Platforma Demnitate și Adevăr părăsește blocul politic „Împreună” și anunță că va candida pe lista PAS.                                                       | Platforma Demnitate și Adevăr părăsește blocul politic „Împreună” și anunță că va candida pe lista PAS.                                                       | Platforma Demnitate și Adevăr părăsește blocul politic „Împreună” și anunță că va candida pe lista PAS.                                                       | Platforma Demnitate și Adevăr părăsește blocul politic „Împreună” și anunță că va candida pe lista PAS.                                                       | Platforma Demnitate și Adevăr părăsește blocul politic „Împreună” și anunță că va candida pe lista PAS.                                                       | Platforma Demnitate și Adevăr părăsește blocul politic „Împreună” și anunță că va candida pe lista PAS.                                                       | Platforma Demnitate și Adevăr părăsește blocul politic „Împreună” și anunță că va candida pe lista PAS.                                                       | Platforma Demnitate și Adevăr părăsește blocul politic „Împreună” și anunță că va candida pe lista PAS.                                                       | Platforma Demnitate și Adevăr părăsește blocul politic „Împreună” și anunță că va candida pe lista PAS.                                                       | Platforma Demnitate și Adevăr părăsește blocul politic „Împreună” și anunță că va candida pe lista PAS.                                                       | Platforma Demnitate și Adevăr părăsește blocul politic „Împreună” și anunță că va candida pe lista PAS.                                                       | Platforma Demnitate și Adevăr părăsește blocul politic „Împreună” și anunță că va candida pe lista PAS.                                                       | Platforma Demnitate și Adevăr părăsește blocul politic „Împreună” și anunță că va candida pe lista PAS.                                                       | Platforma Demnitate și Adevăr părăsește blocul politic „Împreună” și anunță că va candida pe lista PAS.                                                       | Platforma Demnitate și Adevăr părăsește blocul politic „Împreună” și anunță că va candida pe lista PAS.                                                       | Platforma Demnitate și Adevăr părăsește blocul politic „Împreună” și anunță că va candida pe lista PAS.                                                       | Platforma Demnitate și Adevăr părăsește blocul politic „Împreună” și anunță că va candida pe lista PAS.                                                       | Platforma Demnitate și Adevăr părăsește blocul politic „Împreună” și anunță că va candida pe lista PAS.                                                       | Platforma Demnitate și Adevăr părăsește blocul politic „Împreună” și anunță că va candida pe lista PAS.                                                       | Platforma Demnitate și Adevăr părăsește blocul politic „Împreună” și anunță că va candida pe lista PAS.                                                       | Platforma Demnitate și Adevăr părăsește blocul politic „Împreună” și anunță că va candida pe lista PAS.                                                       | Platforma Demnitate și Adevăr părăsește blocul politic „Împreună” și anunță că va candida pe lista PAS.                                                       |                                                                    |                                                                    |                                                                    |
|                                 | 7 iulie 2025                    | Liga Orașelor și Comunelor părăsește blocul politic „Împreună”.                                                                                               | Liga Orașelor și Comunelor părăsește blocul politic „Împreună”.                                                                                               | Liga Orașelor și Comunelor părăsește blocul politic „Împreună”.                                                                                               | Liga Orașelor și Comunelor părăsește blocul politic „Împreună”.                                                                                               | Liga Orașelor și Comunelor părăsește blocul politic „Împreună”.                                                                                               | Liga Orașelor și Comunelor părăsește blocul politic „Împreună”.                                                                                               | Liga Orașelor și Comunelor părăsește blocul politic „Împreună”.                                                                                               | Liga Orașelor și Comunelor părăsește blocul politic „Împreună”.                                                                                               | Liga Orașelor și Comunelor părăsește blocul politic „Împreună”.                                                                                               | Liga Orașelor și Comunelor părăsește blocul politic „Împreună”.                                                                                               | Liga Orașelor și Comunelor părăsește blocul politic „Împreună”.                                                                                               | Liga Orașelor și Comunelor părăsește blocul politic „Împreună”.                                                                                               | Liga Orașelor și Comunelor părăsește blocul politic „Împreună”.                                                                                               | Liga Orașelor și Comunelor părăsește blocul politic „Împreună”.                                                                                               | Liga Orașelor și Comunelor părăsește blocul politic „Împreună”.                                                                                               | Liga Orașelor și Comunelor părăsește blocul politic „Împreună”.                                                                                               | Liga Orașelor și Comunelor părăsește blocul politic „Împreună”.                                                                                               | Liga Orașelor și Comunelor părăsește blocul politic „Împreună”.                                                                                               | Liga Orașelor și Comunelor părăsește blocul politic „Împreună”.                                                                                               | Liga Orașelor și Comunelor părăsește blocul politic „Împreună”.                                                                                               | Liga Orașelor și Comunelor părăsește blocul politic „Împreună”.                                                                                               | Liga Orașelor și Comunelor părăsește blocul politic „Împreună”.                                                                                               | Liga Orașelor și Comunelor părăsește blocul politic „Împreună”.                                                                                               | Liga Orașelor și Comunelor părăsește blocul politic „Împreună”.                                                                                               | Liga Orașelor și Comunelor părăsește blocul politic „Împreună”.                                                                                               |                                                                    |                                                                    |                                                                    |
| ATES Research Group             | 28 iunie–7 iulie 2025           | 1,032 | 39.1 50 | 14.9 19 | 4.0 0 | 3.6 0 | 1.6 0 | 8.9 11 | 8.9 11 | 8.9 11 | 9.4 12 | 9.4 12 | 9.4 12 | 7.7 10 | 3.1 0 | 3.1 0 | 0.1 0 | 2.3 0 | 2.0 0 | – | – | – | – | 0.3 0 | 2.8 0 | 24.2 |                                                                    |                                                                    |                                                                    |
| IMAS                            | 17–28 iunie 2025                | 1,116 | 31.5 | 17.4 | 3.2 | 5.8 | 2.3 | 10.4 | 10.4 | 10.4 | 11.7 | 11.7 | 11.7 | 9.4 | – | – | – | – | 1.2 | – | – | – | – | – | 6.4 | 14.1 |                                                                    |                                                                    |                                                                    |
| IMAS                            | 17–28 iunie 2025                | 1,116 | 30.0 | 34.8 | 34.8 | 34.8 | 34.8 | 9.5 | 9.5 | 9.5 | 11.4 | 11.4 | 11.4 | 8.9 | – | – | – | – | – | – | – | – | – | – | 5.4 | 4.8 |                                                                    |                                                                    |                                                                    |
| iData                           | 14–23 iunie 2025                | 1,015 | 40.4 49 | 16.4 20 | 3.5 0 | 0.9 0 | 0.5 0 | 15.5 19 | 15.5 19 | 15.5 19 | 10.3 13 | 10.3 13 | 10.3 13 | 4.3 0 | 0.9 0 | 0.9 0 | 0.2 0 | 2.1 0 | 0.8 0 | – | – | – | – | – | 3.5 0 | 24.0 |                                                                    |                                                                    |                                                                    |
| iData                           | 17–24 mai 2025                  | 1,006 | 39.2 46 | 16.5 19 | 3.4 0 | 2.0 0 | 1.3 0 | 16.0 18 | 16.0 18 | 16.0 18 | 9.3 12 | 9.3 12 | 9.3 12 | 5.4 6 | 0.9 0 | 0.9 0 | 0.2 0 | 2.6 0 | 0.4 0 | – | – | – | – | 0.1 0 | 2.7 0 | 22.7 |                                                                    |                                                                    |                                                                    |
| Magenta Consulting–IRI          | 3–18 mai 2025                   | 1,206 | 43.9 | 20.7 | 20.7 | – | – | 3.7 | 3.7 | 3.7 | 14.6 | 14.6 | 14.6 | 4.8 | 2.4 | 2.4 | <1.2 | <1.2 | 2.4 | – | – | – | – | – | 2 | 23.2 |                                                                    |                                                                    |                                                                    |
| iData                           | 16–28 aprilie 2025              | 1,026 | 38.7 45 | 17.0 20 | 2.9 0 | 1.6 0 | 1.0 0 | 15.8 18 | 15.8 18 | 15.8 18 | 9.9 11 | 9.9 11 | 9.9 11 | 6.2 7 | 1.3 0 | 1.3 0 | 0.3 0 | 3.3 0 | 0.3 0 | – | – | – | – | 0.1 0 | 4.8 0 | 22.9 |                                                                    |                                                                    |                                                                    |
| ATES Research Group             | 5–13 aprilie 2025               | 1,130 | 41.7 | 15.4 | 3.9 | 2.6 | 1.2 | 9.2 | 9.2 | 9.2 | 10.3 | 10.3 | 10.3 | 7.9 | 2.4 | 2.4 | – | 2.3 | 2.3 | – | – | – | 0.2 | 0.2 | 0.7 | 26.3 |                                                                    |                                                                    |                                                                    |
| IMAS                            | 26 martie–8 aprilie 2025        | 1,113 | 33.1 | 17.7 | 3.5 | 3.9 | 3.5 | 11.6 | 11.6 | 11.6 | 12.0 | 12.0 | 12.0 | 8.8 | 1.9 | 1.9 | 0.2 | 1.0 | 1.1 | – | – | – | 0.3 | 0.4 | 1.0 | 15.4 |                                                                    |                                                                    |                                                                    |
| iData                           | 14–25 martie 2025               | 1,007 | 35.0 45 | 16.0 21 | 3.2 0 | 2.7 0 | 0.8 0 | 15.0 19 | 15.0 19 | 15.0 19 | 7.8 10 | 7.8 10 | 7.8 10 | 5.0 6 | 1.3 0 | 1.3 0 | 0.9 0 | 4.5 0 | 0.5 0 | – | – | – | 0.3 0 | 0.1 0 | – 0 | 19.0 |                                                                    |                                                                    |                                                                    |
|                                 | 1 martie 2025                   | Partidul Verde Ecologist se alătură blocului politic „Împreună”.                                                                                              | Partidul Verde Ecologist se alătură blocului politic „Împreună”.                                                                                              | Partidul Verde Ecologist se alătură blocului politic „Împreună”.                                                                                              | Partidul Verde Ecologist se alătură blocului politic „Împreună”.                                                                                              | Partidul Verde Ecologist se alătură blocului politic „Împreună”.                                                                                              | Partidul Verde Ecologist se alătură blocului politic „Împreună”.                                                                                              | Partidul Verde Ecologist se alătură blocului politic „Împreună”.                                                                                              | Partidul Verde Ecologist se alătură blocului politic „Împreună”.                                                                                              | Partidul Verde Ecologist se alătură blocului politic „Împreună”.                                                                                              | Partidul Verde Ecologist se alătură blocului politic „Împreună”.                                                                                              | Partidul Verde Ecologist se alătură blocului politic „Împreună”.                                                                                              | Partidul Verde Ecologist se alătură blocului politic „Împreună”.                                                                                              | Partidul Verde Ecologist se alătură blocului politic „Împreună”.                                                                                              | Partidul Verde Ecologist se alătură blocului politic „Împreună”.                                                                                              | Partidul Verde Ecologist se alătură blocului politic „Împreună”.                                                                                              | Partidul Verde Ecologist se alătură blocului politic „Împreună”.                                                                                              | Partidul Verde Ecologist se alătură blocului politic „Împreună”.                                                                                              | Partidul Verde Ecologist se alătură blocului politic „Împreună”.                                                                                              | Partidul Verde Ecologist se alătură blocului politic „Împreună”.                                                                                              | Partidul Verde Ecologist se alătură blocului politic „Împreună”.                                                                                              | Partidul Verde Ecologist se alătură blocului politic „Împreună”.                                                                                              | Partidul Verde Ecologist se alătură blocului politic „Împreună”.                                                                                              | Partidul Verde Ecologist se alătură blocului politic „Împreună”.                                                                                              | Partidul Verde Ecologist se alătură blocului politic „Împreună”.                                                                                              | Partidul Verde Ecologist se alătură blocului politic „Împreună”.                                                                                              |                                                                    |                                                                    |                                                                    |
| iData                           | 13–24 februarie 2025            | 1,005 | 37.3 45 | 18.2 22 | 5.9 7 | 3.4 0 | – | 16.2 19 | 16.2 19 | 16.2 19 | 5.3 0 | 5.3 0 | 5.3 0 | 7.0 8 | 1.8 0 | 1.8 0 | 1.4 0 | 2.1 0 | 0.4 0 | – | – | – | – | 1.0 0 | – | 19.1 |                                                                    |                                                                    |                                                                    |
| Intellect Group                 | 13–21 februarie 2025            | 1,179 | 43.6 | 20.5 | 2.1 | 4.2 | – | 6.6 | 6.6 | – | 11.6 | 11.6 | 11.6 | 9.2 | 1.8 | 1.8 | – | – | – | – | – | – | – | – | 0.3 | 23.1 |                                                                    |                                                                    |                                                                    |
| IMAS                            | 15 ianuarie–1 februarie 2025    | 1,130 | 33.6 | 28.2 | 28.2 | 5.3 | – | 11.8 | 11.8 | 11.8 | – | 2.4 | 2.8 | 10.0 | 1.5 | 1.5 | 0.7 | 0.6 | 1.2 | – | – | – | 0.4 | 0.3 | 1.2 | 5.4 |                                                                    |                                                                    |                                                                    |
|                                 | 31 ianuarie 2025                | Mișcarea Alternativa Națională, Partidul Dezvoltării și Consolidării Moldovei, Congresul Civic și Alexandr Stoianoglo formează blocul politic Alternativă.    | Mișcarea Alternativa Națională, Partidul Dezvoltării și Consolidării Moldovei, Congresul Civic și Alexandr Stoianoglo formează blocul politic Alternativă.    | Mișcarea Alternativa Națională, Partidul Dezvoltării și Consolidării Moldovei, Congresul Civic și Alexandr Stoianoglo formează blocul politic Alternativă.    | Mișcarea Alternativa Națională, Partidul Dezvoltării și Consolidării Moldovei, Congresul Civic și Alexandr Stoianoglo formează blocul politic Alternativă.    | Mișcarea Alternativa Națională, Partidul Dezvoltării și Consolidării Moldovei, Congresul Civic și Alexandr Stoianoglo formează blocul politic Alternativă.    | Mișcarea Alternativa Națională, Partidul Dezvoltării și Consolidării Moldovei, Congresul Civic și Alexandr Stoianoglo formează blocul politic Alternativă.    | Mișcarea Alternativa Națională, Partidul Dezvoltării și Consolidării Moldovei, Congresul Civic și Alexandr Stoianoglo formează blocul politic Alternativă.    | Mișcarea Alternativa Națională, Partidul Dezvoltării și Consolidării Moldovei, Congresul Civic și Alexandr Stoianoglo formează blocul politic Alternativă.    | Mișcarea Alternativa Națională, Partidul Dezvoltării și Consolidării Moldovei, Congresul Civic și Alexandr Stoianoglo formează blocul politic Alternativă.    | Mișcarea Alternativa Națională, Partidul Dezvoltării și Consolidării Moldovei, Congresul Civic și Alexandr Stoianoglo formează blocul politic Alternativă.    | Mișcarea Alternativa Națională, Partidul Dezvoltării și Consolidării Moldovei, Congresul Civic și Alexandr Stoianoglo formează blocul politic Alternativă.    | Mișcarea Alternativa Națională, Partidul Dezvoltării și Consolidării Moldovei, Congresul Civic și Alexandr Stoianoglo formează blocul politic Alternativă.    | Mișcarea Alternativa Națională, Partidul Dezvoltării și Consolidării Moldovei, Congresul Civic și Alexandr Stoianoglo formează blocul politic Alternativă.    | Mișcarea Alternativa Națională, Partidul Dezvoltării și Consolidării Moldovei, Congresul Civic și Alexandr Stoianoglo formează blocul politic Alternativă.    | Mișcarea Alternativa Națională, Partidul Dezvoltării și Consolidării Moldovei, Congresul Civic și Alexandr Stoianoglo formează blocul politic Alternativă.    | Mișcarea Alternativa Națională, Partidul Dezvoltării și Consolidării Moldovei, Congresul Civic și Alexandr Stoianoglo formează blocul politic Alternativă.    | Mișcarea Alternativa Națională, Partidul Dezvoltării și Consolidării Moldovei, Congresul Civic și Alexandr Stoianoglo formează blocul politic Alternativă.    | Mișcarea Alternativa Națională, Partidul Dezvoltării și Consolidării Moldovei, Congresul Civic și Alexandr Stoianoglo formează blocul politic Alternativă.    | Mișcarea Alternativa Națională, Partidul Dezvoltării și Consolidării Moldovei, Congresul Civic și Alexandr Stoianoglo formează blocul politic Alternativă.    | Mișcarea Alternativa Națională, Partidul Dezvoltării și Consolidării Moldovei, Congresul Civic și Alexandr Stoianoglo formează blocul politic Alternativă.    | Mișcarea Alternativa Națională, Partidul Dezvoltării și Consolidării Moldovei, Congresul Civic și Alexandr Stoianoglo formează blocul politic Alternativă.    | Mișcarea Alternativa Națională, Partidul Dezvoltării și Consolidării Moldovei, Congresul Civic și Alexandr Stoianoglo formează blocul politic Alternativă.    | Mișcarea Alternativa Națională, Partidul Dezvoltării și Consolidării Moldovei, Congresul Civic și Alexandr Stoianoglo formează blocul politic Alternativă.    | Mișcarea Alternativa Națională, Partidul Dezvoltării și Consolidării Moldovei, Congresul Civic și Alexandr Stoianoglo formează blocul politic Alternativă.    | Mișcarea Alternativa Națională, Partidul Dezvoltării și Consolidării Moldovei, Congresul Civic și Alexandr Stoianoglo formează blocul politic Alternativă.    |                                                                    |                                                                    |                                                                    |
| iData-IPP                       | 2–8 decembrie 2024              | 1,006 | 44.0 49 | 20.4 23 | 2.4 0 | 1.3 0 | – | 13.9 15 | 13.9 15 | 13.9 15 | – | 1.9 0 | 5.3 6 | 6.9 8 | 1.6 0 | 1.6 0 | 1.2 0 | 0.8 0 | 0.1 0 | – | – | – | – | 0.1 0 | 0.1 0 | 23.6 |                                                                    |                                                                    |                                                                    |
| IMAS                            | 15 noiembrie–1 decembrie 2024   | 1,030 | 37.0 | 30.2 | 30.2 | 4.1 | – | 8.7 | 8.7 | 8.7 | – | 2.7 | 1.9 | 9.8 | 1.8 | 1.8 | 0.4 | 0.6 | 1.0 | – | – | – | 0.4 | 0.3 | 1.1 | 6.8 |                                                                    |                                                                    |                                                                    |
| CBS Research–Watchdog           | 11–16 octombrie 2024            | 1,034 | 58.3 | 15.9 | 2.9 | – | 2.7 | 7.7 | 7.7 | 7.7 | – | 1.1 | 0.5 | 7.7 | 0.9 | 0.9 | – | 0.9 | – | – | – | – | – | – | 1.6 | 42.4 |                                                                    |                                                                    |                                                                    |
| Intellect Group                 | 13–15 octombrie 2024            | 985 | 40.2 | 16.6 | 4.4 | – | – | 12.7 | 12.7 | – | – | – | 4.7 | 14.8 | – | – | – | – | – | – | – | – | – | – | 6.5 | 23.6 |                                                                    |                                                                    |                                                                    |
| iData-IPP                       | 19 septembrie–10 octombrie 2024 | 1,100 | 36.0 | 15.8 | 3.3 | – | 0.9 | 17.6 | 17.6 | 17.6 | – | 3.2 | 1.6 | 13.6 | 2.3 | 2.3 | 1.9 | 2.4 | – | – | – | – | 1.2 | – | 0.2 | 20.2 |                                                                    |                                                                    |                                                                    |
| CBS Research–Watchdog           | 17–22 septembrie 2024           | 1,021 | 51.9 | 12.5 | 6.3 | – | 1.7 | 12.0 | 12.0 | 12.0 | – | 1.6 | 1.4 | 6.1 | 2.1 | 2.1 | – | 2.8 | – | – | – | – | – | – | 1.7 | 39.4 |                                                                    |                                                                    |                                                                    |
| iData                           | 13–18 septembrie 2024           | 1,021 | 37.6 46 | 15.4 18 | 1.8 0 | – | – | 17.5 21 | 17.5 21 | 17.5 21 | – | 4.6 0 | 4.1 0 | 13.4 16 | 1.3 0 | 1.3 0 | 1.5 0 | 1.6 0 | – | – | – | – | 0.3 0 | 0.1 0 | 0.8 0 | 20.1 |                                                                    |                                                                    |                                                                    |
| iData                           | 19–25 august 2024               | 1,004 | 37.0 46 | 16.1 20 | 4.1 0 | – | – | 17.1 21 | 17.1 21 | 17.1 21 | – | 3.5 0 | 2.2 0 | 11.2 14 | 1.6 0 | 1.6 0 | 1.6 0 | 2.5 0 | – | – | – | – | – | – | 4.3 0 | 19.9 |                                                                    |                                                                    |                                                                    |
| CBS Research–Watchdog           | 20–23 august 2024               | 1,011 | 44.8 | 15.9 | 6.8 | – | 2.7 | 12.7 | 12.7 | 12.7 | – | 2.7 | 1.3 | 5.5 | 2.1 | 2.1 | 2.1 | 4.4 | – | – | – | – | – | – | 1.1 | 28.9 |                                                                    |                                                                    |                                                                    |
|                                 | 9 august 2024                   | Coaliția pentru Unitate și Prosperitate părăsește blocul politic „Împreună”.                                                                                  | Coaliția pentru Unitate și Prosperitate părăsește blocul politic „Împreună”.                                                                                  | Coaliția pentru Unitate și Prosperitate părăsește blocul politic „Împreună”.                                                                                  | Coaliția pentru Unitate și Prosperitate părăsește blocul politic „Împreună”.                                                                                  | Coaliția pentru Unitate și Prosperitate părăsește blocul politic „Împreună”.                                                                                  | Coaliția pentru Unitate și Prosperitate părăsește blocul politic „Împreună”.                                                                                  | Coaliția pentru Unitate și Prosperitate părăsește blocul politic „Împreună”.                                                                                  | Coaliția pentru Unitate și Prosperitate părăsește blocul politic „Împreună”.                                                                                  | Coaliția pentru Unitate și Prosperitate părăsește blocul politic „Împreună”.                                                                                  | Coaliția pentru Unitate și Prosperitate părăsește blocul politic „Împreună”.                                                                                  | Coaliția pentru Unitate și Prosperitate părăsește blocul politic „Împreună”.                                                                                  | Coaliția pentru Unitate și Prosperitate părăsește blocul politic „Împreună”.                                                                                  | Coaliția pentru Unitate și Prosperitate părăsește blocul politic „Împreună”.                                                                                  | Coaliția pentru Unitate și Prosperitate părăsește blocul politic „Împreună”.                                                                                  | Coaliția pentru Unitate și Prosperitate părăsește blocul politic „Împreună”.                                                                                  | Coaliția pentru Unitate și Prosperitate părăsește blocul politic „Împreună”.                                                                                  | Coaliția pentru Unitate și Prosperitate părăsește blocul politic „Împreună”.                                                                                  | Coaliția pentru Unitate și Prosperitate părăsește blocul politic „Împreună”.                                                                                  | Coaliția pentru Unitate și Prosperitate părăsește blocul politic „Împreună”.                                                                                  | Coaliția pentru Unitate și Prosperitate părăsește blocul politic „Împreună”.                                                                                  | Coaliția pentru Unitate și Prosperitate părăsește blocul politic „Împreună”.                                                                                  | Coaliția pentru Unitate și Prosperitate părăsește blocul politic „Împreună”.                                                                                  | Coaliția pentru Unitate și Prosperitate părăsește blocul politic „Împreună”.                                                                                  | Coaliția pentru Unitate și Prosperitate părăsește blocul politic „Împreună”.                                                                                  | Coaliția pentru Unitate și Prosperitate părăsește blocul politic „Împreună”.                                                                                  |                                                                    |                                                                    |                                                                    |
| IMAS                            | 8–21 iulie 2024                 | 1,093 | 41.1 | 25.4 | 25.4 | – | – | 13.7 | 13.7 | 13.7 | – | 3.8 | 1.9 | 7.1 | 1.5 | 1.5 | 1.5 | 1.1 | 1.5 | – | – | – | 1.1 | 0.6 | 1.2 | 15.7 |                                                                    |                                                                    |                                                                    |
| CBS-AXA                         | 28 iunie–18 iulie 2024          | 1,119 | 40.8 | 22.1 | 22.1 | – | 1.5 | 12.8 | 12.8 | 12.8 | – | 3.2 | 3.8 | 8.1 | 1.4 | 1.4 | 1.4 | 1.4 | – | – | 0.6 | – | 1.1 | 1.1 | 2.0 | 18.7 |                                                                    |                                                                    |                                                                    |
| IRI                             | 23 mai–13 iunie 2024            | 1,225 | 44.0 | 20.0 | 4.0 | – | – | 12.0 | 12.0 | – | – | 6.7 | 4.0 | 5.3 | 1.3 | – | <1.3 | – | 1.3 | – | – | – | 1.3 | – | 2.7 | 24.0 |                                                                    |                                                                    |                                                                    |
| iData                           | 22–27 mai 2024                  | 1,022 | 38.2 49 | 19.5 25 | 3.7 0 | – | – | 20.4 27 | 20.4 27 | 20.4 27 | – | 4.2 0 | 1.8 0 | 3.4 0 | 4.9 0 | 4.9 0 | 4.9 0 | 2.8 0 | – | – | – | – | – | – | 1.0 0 | 17.8 |                                                                    |                                                                    |                                                                    |
| IMAS                            | 2–19 mai 2024                   | 1,088 | 42.5 | 28.2 | 28.2 | – | – | 14.7 | 14.7 | 14.7 | – | 3.2 | 1.9 | 4.4 | 1.0 | 1.0 | 1.0 | 1.0 | 1.5 | – | – | – | 0.6 | 0.4 | 0.7 | 14.3 |                                                                    |                                                                    |                                                                    |
| iData                           | 22–26 aprilie 2024              | 1,006 | 37.8 50 | 19.7 26 | 4.5 0 | – | – | – | 19.1 25 | – | – | 4.7 0 | 1.6 0 | 4.5 0 | 3.6 0 | 3.6 0 | 3.6 0 | 2.8 0 | – | – | – | – | – | – | 1.6 0 | 18.7 |                                                                    |                                                                    |                                                                    |
|                                 | 21 aprilie 2024                 | Șansă, Renaștere, Alternativa și Forța Salvării Moldovei și Victorie formează blocul politic „Victorie”.                                                      | Șansă, Renaștere, Alternativa și Forța Salvării Moldovei și Victorie formează blocul politic „Victorie”.                                                      | Șansă, Renaștere, Alternativa și Forța Salvării Moldovei și Victorie formează blocul politic „Victorie”.                                                      | Șansă, Renaștere, Alternativa și Forța Salvării Moldovei și Victorie formează blocul politic „Victorie”.                                                      | Șansă, Renaștere, Alternativa și Forța Salvării Moldovei și Victorie formează blocul politic „Victorie”.                                                      | Șansă, Renaștere, Alternativa și Forța Salvării Moldovei și Victorie formează blocul politic „Victorie”.                                                      | Șansă, Renaștere, Alternativa și Forța Salvării Moldovei și Victorie formează blocul politic „Victorie”.                                                      | Șansă, Renaștere, Alternativa și Forța Salvării Moldovei și Victorie formează blocul politic „Victorie”.                                                      | Șansă, Renaștere, Alternativa și Forța Salvării Moldovei și Victorie formează blocul politic „Victorie”.                                                      | Șansă, Renaștere, Alternativa și Forța Salvării Moldovei și Victorie formează blocul politic „Victorie”.                                                      | Șansă, Renaștere, Alternativa și Forța Salvării Moldovei și Victorie formează blocul politic „Victorie”.                                                      | Șansă, Renaștere, Alternativa și Forța Salvării Moldovei și Victorie formează blocul politic „Victorie”.                                                      | Șansă, Renaștere, Alternativa și Forța Salvării Moldovei și Victorie formează blocul politic „Victorie”.                                                      | Șansă, Renaștere, Alternativa și Forța Salvării Moldovei și Victorie formează blocul politic „Victorie”.                                                      | Șansă, Renaștere, Alternativa și Forța Salvării Moldovei și Victorie formează blocul politic „Victorie”.                                                      | Șansă, Renaștere, Alternativa și Forța Salvării Moldovei și Victorie formează blocul politic „Victorie”.                                                      | Șansă, Renaștere, Alternativa și Forța Salvării Moldovei și Victorie formează blocul politic „Victorie”.                                                      | Șansă, Renaștere, Alternativa și Forța Salvării Moldovei și Victorie formează blocul politic „Victorie”.                                                      | Șansă, Renaștere, Alternativa și Forța Salvării Moldovei și Victorie formează blocul politic „Victorie”.                                                      | Șansă, Renaștere, Alternativa și Forța Salvării Moldovei și Victorie formează blocul politic „Victorie”.                                                      | Șansă, Renaștere, Alternativa și Forța Salvării Moldovei și Victorie formează blocul politic „Victorie”.                                                      | Șansă, Renaștere, Alternativa și Forța Salvării Moldovei și Victorie formează blocul politic „Victorie”.                                                      | Șansă, Renaștere, Alternativa și Forța Salvării Moldovei și Victorie formează blocul politic „Victorie”.                                                      | Șansă, Renaștere, Alternativa și Forța Salvării Moldovei și Victorie formează blocul politic „Victorie”.                                                      | Șansă, Renaștere, Alternativa și Forța Salvării Moldovei și Victorie formează blocul politic „Victorie”.                                                      |                                                                    |                                                                    |                                                                    |
|                                 | 14 aprilie 2024                 | Platforma Demnitate și Adevăr, Partidul Schimbării, Coaliția pentru Unitate și Prosperitate și Liga Orașelor și Comunelor formează blocul politic „Împreună”. | Platforma Demnitate și Adevăr, Partidul Schimbării, Coaliția pentru Unitate și Prosperitate și Liga Orașelor și Comunelor formează blocul politic „Împreună”. | Platforma Demnitate și Adevăr, Partidul Schimbării, Coaliția pentru Unitate și Prosperitate și Liga Orașelor și Comunelor formează blocul politic „Împreună”. | Platforma Demnitate și Adevăr, Partidul Schimbării, Coaliția pentru Unitate și Prosperitate și Liga Orașelor și Comunelor formează blocul politic „Împreună”. | Platforma Demnitate și Adevăr, Partidul Schimbării, Coaliția pentru Unitate și Prosperitate și Liga Orașelor și Comunelor formează blocul politic „Împreună”. | Platforma Demnitate și Adevăr, Partidul Schimbării, Coaliția pentru Unitate și Prosperitate și Liga Orașelor și Comunelor formează blocul politic „Împreună”. | Platforma Demnitate și Adevăr, Partidul Schimbării, Coaliția pentru Unitate și Prosperitate și Liga Orașelor și Comunelor formează blocul politic „Împreună”. | Platforma Demnitate și Adevăr, Partidul Schimbării, Coaliția pentru Unitate și Prosperitate și Liga Orașelor și Comunelor formează blocul politic „Împreună”. | Platforma Demnitate și Adevăr, Partidul Schimbării, Coaliția pentru Unitate și Prosperitate și Liga Orașelor și Comunelor formează blocul politic „Împreună”. | Platforma Demnitate și Adevăr, Partidul Schimbării, Coaliția pentru Unitate și Prosperitate și Liga Orașelor și Comunelor formează blocul politic „Împreună”. | Platforma Demnitate și Adevăr, Partidul Schimbării, Coaliția pentru Unitate și Prosperitate și Liga Orașelor și Comunelor formează blocul politic „Împreună”. | Platforma Demnitate și Adevăr, Partidul Schimbării, Coaliția pentru Unitate și Prosperitate și Liga Orașelor și Comunelor formează blocul politic „Împreună”. | Platforma Demnitate și Adevăr, Partidul Schimbării, Coaliția pentru Unitate și Prosperitate și Liga Orașelor și Comunelor formează blocul politic „Împreună”. | Platforma Demnitate și Adevăr, Partidul Schimbării, Coaliția pentru Unitate și Prosperitate și Liga Orașelor și Comunelor formează blocul politic „Împreună”. | Platforma Demnitate și Adevăr, Partidul Schimbării, Coaliția pentru Unitate și Prosperitate și Liga Orașelor și Comunelor formează blocul politic „Împreună”. | Platforma Demnitate și Adevăr, Partidul Schimbării, Coaliția pentru Unitate și Prosperitate și Liga Orașelor și Comunelor formează blocul politic „Împreună”. | Platforma Demnitate și Adevăr, Partidul Schimbării, Coaliția pentru Unitate și Prosperitate și Liga Orașelor și Comunelor formează blocul politic „Împreună”. | Platforma Demnitate și Adevăr, Partidul Schimbării, Coaliția pentru Unitate și Prosperitate și Liga Orașelor și Comunelor formează blocul politic „Împreună”. | Platforma Demnitate și Adevăr, Partidul Schimbării, Coaliția pentru Unitate și Prosperitate și Liga Orașelor și Comunelor formează blocul politic „Împreună”. | Platforma Demnitate și Adevăr, Partidul Schimbării, Coaliția pentru Unitate și Prosperitate și Liga Orașelor și Comunelor formează blocul politic „Împreună”. | Platforma Demnitate și Adevăr, Partidul Schimbării, Coaliția pentru Unitate și Prosperitate și Liga Orașelor și Comunelor formează blocul politic „Împreună”. | Platforma Demnitate și Adevăr, Partidul Schimbării, Coaliția pentru Unitate și Prosperitate și Liga Orașelor și Comunelor formează blocul politic „Împreună”. | Platforma Demnitate și Adevăr, Partidul Schimbării, Coaliția pentru Unitate și Prosperitate și Liga Orașelor și Comunelor formează blocul politic „Împreună”. | Platforma Demnitate și Adevăr, Partidul Schimbării, Coaliția pentru Unitate și Prosperitate și Liga Orașelor și Comunelor formează blocul politic „Împreună”. | Platforma Demnitate și Adevăr, Partidul Schimbării, Coaliția pentru Unitate și Prosperitate și Liga Orașelor și Comunelor formează blocul politic „Împreună”. |                                                                    |                                                                    |                                                                    |
| CBS-AXA–WatchDog                | 6–13 aprilie 2024               | 1,008 | 41.6 | 22.6 | 6.8 | – | – | – | 8.5 | 3.2 | – | 2.0 | 2.5 | 4.2 | 3.5 | 3.5 | 3.5 | 3.2 | – | – | – | – | – | – | 2.0 | 19.0 |                                                                    |                                                                    |                                                                    |
| iData                           | 18–24 martie 2024               | 1,131 | 36.3 45 | 20.0 24 | 7.6 9 | – | – | – | 18.8 23 | 2.7 0 | – | 3.3 0 | 1.6 0 | 4.7 0 | 1.9 0 | – | – | – | – | – | – | – | – | – | 3.1 0 | 16.3 |                                                                    |                                                                    |                                                                    |
| IMAS                            | 9–27 februarie 2024             | 1,091 | 38.4 | 28.7 | 28.7 | – | – | – | 14.5 | 1.0 | – | 4.0 | 2.2 | 4.6 | 1.6 | – | 0.5 | 0.8 | 1.5 | – | – | – | 0.8 | 0.3 | 1.1 | 9.7 |                                                                    |                                                                    |                                                                    |
| IRI                             | 27 ianuarie–22 februarie 2024   | 1,247 | 37.0 | 23.3 | 5.5 | – | – | – | 13.7 | – | – | 4.1 | 5.5 | 4.1 | 1.4 | – | 1.4 | – | 1.4 | – | – | – | 1.4 | – | 1.8 | 13.7 |                                                                    |                                                                    |                                                                    |
| CBS Research                    | 7–12 februarie 2024             | 1,104 | 34.3 | 29.3 | 29.3 | – | – | – | 10.1 | 2.1 | 0.3 | 3.8 | 1.5 | 4.7 | 1.5 | 0.9 | 1.7 | 2.3 | 2.6 | – | – | – | 1.8 | 0.5 | 3.0 | 5.0 |                                                                    |                                                                    |                                                                    |
| iData                           | 26–30 ianuarie 2024             | 1,011 | 37.2 49 | 20.3 27 | 3.2 0 | – | – | – | 19.2 25 | 3.6 0 | – | 2.9 0 | 4.7 0 | 3.1 0 | 1.2 0 | – | 0.9 0 | 2.8 0 | – | – | – | – | – | – | 0.9 0 | 16.9 |                                                                    |                                                                    |                                                                    |
| IMAS                            | 29 noiembrie–16 decembrie 2023  | 954 | 34.7 | 30.4 | 30.4 | – | – | – | 13.5 | 0.7 | – | 3.8 | 4.8 | 5.7 | 2.0 | – | 0.7 | 1.1 | 0.6 | – | – | – | 0.7 | – | 1.4 | 4.3 |                                                                    |                                                                    |                                                                    |
| iData                           | 2–15 decembrie 2023             | 997 | 35.5 45 | 19.0 24 | 2.7 0 | – | – | – | 17.8 23 | 2.1 0 | – | 3.7 0 | 7.2 9 | 4.0 0 | 2.4 0 | 0.1 0 | 1.3 0 | 2.5 0 | 1.2 0 | – | – | – | 0.4 0 | – | 0.1 0 | 16.5 |                                                                    |                                                                    |                                                                    |
| Alegerile locale din 2023       | 5 noiembrie 2023                | 1,147,317 | 32.9 | 23.6 | 4.3 | – | – | – | – | 3.2 | – | 5.3 | 1.8 | 4.1 | 3.6 | – | – | 8.1 | 0.5 | – | – | – | – | – | 12.6 | 9.3 |                                                                    |                                                                    |                                                                    |
| iData                           | 22–29 octombrie 2023            | 1,322 | 35.6 44 | 19.3 23 | 2.8 0 | – | – | – | 18.3 22 | 1.0 0 | – | 5.1 6 | 5.2 6 | 4.6 0 | 2.1 0 | – | 0.9 0 | 3.3 0 | – | – | – | – | 0.6 0 | – | 1.0 0 | 16.3 |                                                                    |                                                                    |                                                                    |
| iData                           | 24–30 septembrie 2023           | 1,002 | 45.4 56 | 31.6 39 | 31.6 39 | – | – | – | 3.8 0 | 0.6 0 | – | 5.0 6 | 4.2 0 | 3.8 0 | 1.6 0 | 0.2 0 | 0.8 0 | 1.8 0 | – | – | – | – | 0.2 0 | – | 1.0 0 | 13.8 |                                                                    |                                                                    |                                                                    |
| IMAS                            | 2–24 septembrie 2023            | 822 | 39.1 | 30.1 | 30.1 | – | – | – | – | 5.3 | – | 4.4 | 2.3 | 9.5 | 1.1 | – | 0.3 | 0.5 | 1.7 | 0.2 | 0.2 | – | 0.3 | 0.2 | 4.8 | 9.0 |                                                                    |                                                                    |                                                                    |
|                                 | 17 septembrie 2023              | Partidul Unității Naționale se unește cu Partidul Liberal Democrat din Moldova.                                                                               | Partidul Unității Naționale se unește cu Partidul Liberal Democrat din Moldova.                                                                               | Partidul Unității Naționale se unește cu Partidul Liberal Democrat din Moldova.                                                                               | Partidul Unității Naționale se unește cu Partidul Liberal Democrat din Moldova.                                                                               | Partidul Unității Naționale se unește cu Partidul Liberal Democrat din Moldova.                                                                               | Partidul Unității Naționale se unește cu Partidul Liberal Democrat din Moldova.                                                                               | Partidul Unității Naționale se unește cu Partidul Liberal Democrat din Moldova.                                                                               | Partidul Unității Naționale se unește cu Partidul Liberal Democrat din Moldova.                                                                               | Partidul Unității Naționale se unește cu Partidul Liberal Democrat din Moldova.                                                                               | Partidul Unității Naționale se unește cu Partidul Liberal Democrat din Moldova.                                                                               | Partidul Unității Naționale se unește cu Partidul Liberal Democrat din Moldova.                                                                               | Partidul Unității Naționale se unește cu Partidul Liberal Democrat din Moldova.                                                                               | Partidul Unității Naționale se unește cu Partidul Liberal Democrat din Moldova.                                                                               | Partidul Unității Naționale se unește cu Partidul Liberal Democrat din Moldova.                                                                               | Partidul Unității Naționale se unește cu Partidul Liberal Democrat din Moldova.                                                                               | Partidul Unității Naționale se unește cu Partidul Liberal Democrat din Moldova.                                                                               | Partidul Unității Naționale se unește cu Partidul Liberal Democrat din Moldova.                                                                               | Partidul Unității Naționale se unește cu Partidul Liberal Democrat din Moldova.                                                                               | Partidul Unității Naționale se unește cu Partidul Liberal Democrat din Moldova.                                                                               | Partidul Unității Naționale se unește cu Partidul Liberal Democrat din Moldova.                                                                               | Partidul Unității Naționale se unește cu Partidul Liberal Democrat din Moldova.                                                                               | Partidul Unității Naționale se unește cu Partidul Liberal Democrat din Moldova.                                                                               | Partidul Unității Naționale se unește cu Partidul Liberal Democrat din Moldova.                                                                               | Partidul Unității Naționale se unește cu Partidul Liberal Democrat din Moldova.                                                                               | Partidul Unității Naționale se unește cu Partidul Liberal Democrat din Moldova.                                                                               |                                                                    |                                                                    |                                                                    |
| iData                           | 31 august–7 septembrie 2023     | 1,021 | 49.4 59 | 29.6 35 | 29.6 35 | – | – | – | 2.2 0 | 0.6 0 | – | 5.6 7 | 3.0 0 | 3.4 0 | 1.8 0 | – | 0.6 0 | 1.0 0 | – | – | – | – | – | 0.6 | 2.2 0 | 19.8 |                                                                    |                                                                    |                                                                    |
| CBS-AXA–IPP                     | 9–23 august 2023                | 1,215 | 42.6 | 23.6 | 6.4 | – | – | 15.2 | – | [ u ] | 0.5 | 1.8 | 1.1 | 1.9 | 2.7 | 0.5 | 0.5 | 2.1 | – | – | – | – | 0.5 | – | 0.6 | 12.6 |                                                                    |                                                                    |                                                                    |
| IRI                             | 11 iulie –1 august 2023         | 1,199 | 41.2 | 16.2 | 4.4 | – | – | 2.9 | 14.7 | – | 1.5 | 4.4 | 4.4 | 2.9 | 1.5 | – | – | – | – | – | – | – | 1.5 | – | 4.4 | 25.0 |                                                                    |                                                                    |                                                                    |
| CBS-AXA–IPRE                    | 13–28 iunie 2023                | 1,120 | 44.0 | 25.7 | 25.7 | – | – | 15.5 | – | – | – | 1.1 | 1.3 | 4.5 | 1.7 | 0.2 | 0.3 | 1.6 | – | – | 0.5 | – | 1.3 | 0.5 | 1.9 | 18.3 |                                                                    |                                                                    |                                                                    |
|                                 | 19 iunie 2023                   | Partidul Șor a fost declarat ilegal de Curtea Constituțională.                                                                                                | Partidul Șor a fost declarat ilegal de Curtea Constituțională.                                                                                                | Partidul Șor a fost declarat ilegal de Curtea Constituțională.                                                                                                | Partidul Șor a fost declarat ilegal de Curtea Constituțională.                                                                                                | Partidul Șor a fost declarat ilegal de Curtea Constituțională.                                                                                                | Partidul Șor a fost declarat ilegal de Curtea Constituțională.                                                                                                | Partidul Șor a fost declarat ilegal de Curtea Constituțională.                                                                                                | Partidul Șor a fost declarat ilegal de Curtea Constituțională.                                                                                                | Partidul Șor a fost declarat ilegal de Curtea Constituțională.                                                                                                | Partidul Șor a fost declarat ilegal de Curtea Constituțională.                                                                                                | Partidul Șor a fost declarat ilegal de Curtea Constituțională.                                                                                                | Partidul Șor a fost declarat ilegal de Curtea Constituțională.                                                                                                | Partidul Șor a fost declarat ilegal de Curtea Constituțională.                                                                                                | Partidul Șor a fost declarat ilegal de Curtea Constituțională.                                                                                                | Partidul Șor a fost declarat ilegal de Curtea Constituțională.                                                                                                | Partidul Șor a fost declarat ilegal de Curtea Constituțională.                                                                                                | Partidul Șor a fost declarat ilegal de Curtea Constituțională.                                                                                                | Partidul Șor a fost declarat ilegal de Curtea Constituțională.                                                                                                | Partidul Șor a fost declarat ilegal de Curtea Constituțională.                                                                                                | Partidul Șor a fost declarat ilegal de Curtea Constituțională.                                                                                                | Partidul Șor a fost declarat ilegal de Curtea Constituțională.                                                                                                | Partidul Șor a fost declarat ilegal de Curtea Constituțională.                                                                                                | Partidul Șor a fost declarat ilegal de Curtea Constituțională.                                                                                                | Partidul Șor a fost declarat ilegal de Curtea Constituțională.                                                                                                | Partidul Șor a fost declarat ilegal de Curtea Constituțională.                                                                                                |                                                                    |                                                                    |                                                                    |
| Intellect Group                 | 15–19 iunie 2023                | 1,056 | 38.1 | 16.0 | 9.6 | – | – | 22.6 | – | – | – | 3.4 | 4.8 | 4.7 | – | – | – | – | – | – | – | – | – | – | 0.8 | 15.5 |                                                                    |                                                                    |                                                                    |
| CBS-AXA–WatchDog                | 10–19 iunie 2023                | 1,121 | 44.3 | 21.5 | 21.5 | – | – | 13.6 | – | – | – | 4.0 | 3.7 | 4.1 | 1.9 | 1.3 | 0.7 | 1.5 | – | 1.1 | – | – | – | 0.3 | 2.0 | 22.8 |                                                                    |                                                                    |                                                                    |
| iData                           | 23–30 mai 2023                  | 1,032 | 38.5 44 | 24.2 28 | 24.2 28 | – | – | 25.1 29 | – | – | – | 2.7 0 | 2.1 0 | 1.9 0 | 1.4 0 | – | 1.1 0 | 0.8 0 | – | 0.6 | – | – | – | – | 1.6 0 | 13.4 |                                                                    |                                                                    |                                                                    |
| iData                           | 27 aprilie–8 mai 2023           | 1,049 | 36.8 43 | 25.9 31 | 25.9 31 | – | – | 22.8 27 | – | – | – | 3.8 0 | 1.8 0 | 3.5 0 | 1.3 0 | – | 1.3 0 | 1.2 0 | – | – | – | – | – | – | 1.6 0 | 10.9 |                                                                    |                                                                    |                                                                    |
| CBS-AXA–WatchDog                | 4–13 aprilie 2023               | 1,015 | 47.1 | 26.6 | 26.6 | – | – | 10.1 | – | – | – | 3.5 | 2.4 | 2.6 | 1.5 | 0.6 | 0.8 | 1.8 | – | 1.2 | – | – | – | 0.5 | 1.2 | 20.5 |                                                                    |                                                                    |                                                                    |
| iData                           | 15–26 martie 2023               | 1,065 | 38.4 45 | 27.1 32 | 27.1 32 | – | – | 16.1 18 | – | – | – | 2.7 0 | 5.4 6 | 1.9 0 | 2.8 0 | – | 1.1 0 | 1.3 0 | – | – | – | – | – | – | 3.3 0 | 11.3 |                                                                    |                                                                    |                                                                    |
| CBS-AXA–WatchDog                | 24 februarie–3 martie 2023      | 1,000 | 46.5 | 31.7 | 31.7 | – | – | 10.4 | – | – | – | 2.3 | 2.0 | 2.8 | 1.1 | 0.6 | 0.5 | – | – | – | – | – | – | – | 2.0 | 14.8 |                                                                    |                                                                    |                                                                    |
| iData                           | 15–24 februarie 2023            | 1,040 | 34.5 42 | 29.4 35 | 29.4 35 | – | – | 20.6 24 | – | – | – | 2.1 0 | 4.8 0 | 2.3 0 | 1.8 0 | – | – | 1.4 0 | – | – | – | – | – | – | 3.1 0 | 5.1 |                                                                    |                                                                    |                                                                    |
| IMAS                            | 6–23 februarie 2023             | 1,100 | 32.3 | 34.4 | 34.4 | – | – | 14.6 | – | – | – | 3.1 | 4.6 | 5.4 | 1.6 | – | 0.5 | 0.2 | 1.8 | 0.7 | 0.4 | 0.1 | – | – | 0.3 | 2.1 |                                                                    |                                                                    |                                                                    |
| Intellect Group                 | 12–22 februarie 2023            | 1,198 | 38.3 44 | 18.4 21 | 10.4 12 | – | – | 20.7 24 | – | – | – | – | 4.3 0 | 4.9 0 | – | – | 1.5 0 | – | – | 1.2 0 | – | – | – | – | 0.3 0 | 17.6 |                                                                    |                                                                    |                                                                    |
| Magenta Consulting–FNF          | 11 ianuarie–6 februarie 2023    | 1,421 | 40.9 | 21.6 | 4.5 | – | – | 17.0 | – | – | – | 1.1 | 4.5 | 2.3 | 1.1 | – | 1.1 | – | – | – | – | – | – | – | 3.4 | 19.3 |                                                                    |                                                                    |                                                                    |
| CBS-AXA–WatchDog                | 17–26 ianuarie 2023             | 1,001 | 33.1 | 31.1 | 31.1 | – | – | 16.0 | – | – | 0.2 | 2.3 | 4.1 | 3.1 | 2.6 | 1.8 | 1.3 | – | – | – | 2.2 | – | – | – | 2.2 | 2.0 |                                                                    |                                                                    |                                                                    |
| iData                           | 15–26 decembrie 2022            | 1,006 | 34.7 39 | 34.0 38 | 34.0 38 | – | – | 16.5 18 | – | – | 0.1 0 | 1.7 0 | 5.6 6 | 0.6 0 | 3.2 0 | 0.1 0 | – | 0.7 0 | 0.4 0 | – | 0.4 0 | – | 0.1 0 | – | 0.3 0 | 0.7 |                                                                    |                                                                    |                                                                    |
| Intellect Group                 | 1–20 decembrie 2022             | 1,209 | 41.55 46 | 18.73 21 | 6.90 8 | – | – | 24.08 26 | – | – | – | – | 4.37 0 | 3.94 0 | – | – | – | – | – | – | – | – | – | – | 0.43 0 | 17.47 |                                                                    |                                                                    |                                                                    |
| IMAS                            | 10–29 noiembrie 2022            | 1,100 | 34.8 | 33.7 | 33.7 | – | – | 16.9 | – | – | – | 2.6 | 3.1 | 3.1 | 1.4 | – | 0.3 | 1.1 | 1.5 | – | 0.3 | 0.3 | – | – | 0.9 | 1.1 |                                                                    |                                                                    |                                                                    |
| IDIS–CBS Research–ISPRI         | 16–23 noiembrie 2022            | 1,015 | 36.5 | 28.9 | 6.8 | – | – | 13.3 | – | – | – | – | 2.2 | 3.3 | 3.3 | 1.3 | – | 2.2 | – | – | – | 0.4 | – | – | 0.5 | 7.6 |                                                                    |                                                                    |                                                                    |
| IRI                             | 1 octombrie–15 noiembrie 2022   | 1,233 | 36.4 | 22.7 | 7.6 | – | – | 15.2 | – | – | – | – | 4.5 | 3.0 | 1.5 | – | – | 1.5 | 1.5 | – | – | – | – | – | 6.1 | 13.7 |                                                                    |                                                                    |                                                                    |
| CBS Research/IPP                | 29 octombrie–10 noiembrie 2022  | 1,134 | 40.6 | 27.4 | 6.4 | – | – | 16.7 | – | – | 0.7 | 0.7 | 1.0 | – | 1.8 | 0.5 | – | 1.8 | – | – | – | 0.7 | – | – | 1.5 | 13.2 |                                                                    |                                                                    |                                                                    |
| IDIS–CBS Research–ISPRI         | 29 septembrie–11 octombrie 2022 | 1,066 | 38.7 | 30.8 | 6.1 | – | – | 12.8 | – | – | 0.5 | 1.0 | 1.0 | 2.3 | 2.8 | – | – | 1.4 | – | – | – | – | 0.4 | – | 2.3 | 7.9 |                                                                    |                                                                    |                                                                    |
| iData                           | 4–10 octombrie 2022             | 1,020 | 31.4 34 | 22.8 25 | 6.1 7 | – | – | 27.2 30 | – | – | – | 1.1 0 | 2.1 0 | 1.1 0 | 5.1 5 | – | – | – | – | 1.8 0 | – | – | – | – | 1.4 0 | 4.3 |                                                                    |                                                                    |                                                                    |
| Intellect Group                 | 16 aprilie–25 septembrie 2022   | 1,087 | 33.4 | 29.8 | 14.1 | – | – | 16.3 | – | – | – | – | – | – | – | – | – | – | – | – | – | – | – | – | 6.4 | 3.6 |                                                                    |                                                                    |                                                                    |
| iData                           | 3–12 septembrie 2022            | 1,012 | 29.7 34 | 31.9 37 | 31.9 37 | – | – | 25.6 30 | – | – | – | 1.8 0 | 3.5 0 | 1.2 0 | 4.4 0 | – | – | – | – | – | – | – | – | – | 1.8 0 | 2.2 |                                                                    |                                                                    |                                                                    |
| IMAS                            | 6–18 iulie 2022                 | 1,007 | 30.7 | 42.5 | 42.5 | – | – | 15.5 | – | – | – | 1.1 | – | 3.4 | 1.6 | – | – | 1.4 | 2.0 | – | 0.5 | 0.4 | – | – | 0.9 | 11.8 |                                                                    |                                                                    |                                                                    |
| iData                           | 15–23 iunie 2022                | 1,095 | 33.1 37 | 38.5 43 | 38.5 43 | – | – | 18.7 21 | – | – | – | 2.0 0 | – | 2.6 0 | 2.9 0 | – | – | – | 0.9 0 | – | – | – | – | – | 1.2 0 | 5.4 |                                                                    |                                                                    |                                                                    |
| iData                           | 13–28 mai 2022                  | 1,012 | 35.9 40 | 36.9 41 | 36.9 41 | – | – | 17.9 20 | – | – | – | 2.3 0 | – | 1.1 0 | 4.9 0 | – | – | 0.4 0 | – | – | – | – | – | – | 0.6 0 | 1.0 |                                                                    |                                                                    |                                                                    |
| CBS Research                    | 27 aprilie–6 mai 2022           | 1,111 | 39.7 | 30.7 | 7.1 | – | – | 10.6 | – | – | – | – | 2.9 | 1.5 | 2.2 | 0.5 | – | 1.5 | – | – | 1.2 | 0.1 | – | – | 1.4 | 7.0 |                                                                    |                                                                    |                                                                    |
| iData                           | 7–18 aprilie 2022               | 1,053 | 38.4 41 | 37.7 40 | 37.7 40 | – | – | 18.2 20 | – | – | – | 0.4 0 | – | 1.6 0 | 2.5 0 | – | – | 0.4 0 | 0.1 0 | – | 0.1 0 | 0.3 0 | – | – | 0.0 0 | 0.7 |                                                                    |                                                                    |                                                                    |
| IMAS                            | 4–18 aprilie 2022               | 1,109 | 38.7 | 36.5 | 36.5 | – | – | 14.7 | – | – | – | 0.8 | – | 4.4 | 0.9 | – | – | 0.4 | 2.3 | – | 0.7 | – | – | – | 0.6 | 2.2 |                                                                    |                                                                    |                                                                    |
| Intellect Group                 | 7–10 aprilie 2022               | 1,089 | 34.4 38 | 44.9 49 | 44.9 49 | – | – | 12.5 14 | – | – | – | – | 3.8 0 | c. 2.0 0 | c. 1.0 0 | – | – | c. 1.0 0 | – | – | – | – | – | – | c. 0.5 0 | 10.6 |                                                                    |                                                                    |                                                                    |
| IRI                             | 9 februarie–30 martie 2022      | 1,306 | 46.7 | 28.9 | 6.7 | – | – | 8.9 | – | – | <2.2 | – | – | – | <2.2 | – | – | <2.2 | – | – | – | – | – | – | 4.5 | 17.8 |                                                                    |                                                                    |                                                                    |
| iData                           | 28 martie 2022                  | 1,084 | 40.0 44 | 33.7 37 | 33.7 37 | – | – | 18.9 20 | – | – | 0.3 0 | 0.7 0 | – | 1.4 0 | 1.4 0 | – | – | 0.7 0 | 1.0 0 | – | – | 0.3 0 | – | – | 1.5 0 | 6.3 |                                                                    |                                                                    |                                                                    |
| iData                           | 15–24 februarie 2022            | 1,007 | 32.6 37 | 29.4 43 | 8.9 | – | – | 18.9 21 | – | – | – | – | 2.3 0 | – | 4.7 0 | – | – | – | 1.1 0 | – | – | – | – | – | 2.3 0 | 3.3 |                                                                    |                                                                    |                                                                    |
| IMAS                            | 24 ianuarie–14 februarie 2022   | 1,123 | 35.2 | 36.1 | 36.1 | – | – | 15.7 | – | – | – | 0.7 | – | 5.8 | 1.2 | – | – | 1.2 | 1.8 | – | 0.5 | 0.5 | – | – | 1.3 | 0.9 |                                                                    |                                                                    |                                                                    |
| IDIS–CBS Research–ISPRI         | 25 ianuarie–5 februarie 2022    | 1,134 | 36.0 | 40.0 | 40.0 | – | – | 12.9 | – | – | – | – | 2.0 | 3.2 | 2.3 | 0.5 | – | 1.1 | – | – | – | 0.4 | – | – | 1.4 | 4.0 |                                                                    |                                                                    |                                                                    |
| iData                           | 11–23 ianuarie 2022             | 999 | 39.2 43 | 25.8 33 | 4.5 0 | – | – | 16.8 19 | – | – | – | – | 1.4 0 | 1.5 0 | 5.4 6 | – | – | – | – | – | – | – | – | – | 5.4 0 | 8.9 |                                                                    |                                                                    |                                                                    |
| iData                           | 12–19 decembrie 2021            | 1,021 | 43.8 | 22.7 | 5.8 | – | – | 16.5 | – | – | – | – | – | 3.8 | 5.9 | – | – | – | – | – | – | – | – | – | 1.5 | 15.3 |                                                                    |                                                                    |                                                                    |
| TSZSZSPP                        | 14–18 decembrie 2021            | 355 | 53.79 64 | 27.02 31 | 27.02 31 | – | – | 5.58 6 | – | – | 0.73 0 | 0.38 0 | – | 4.06 0 | 2.28 0 | 0.13 0 | – | 1.76 0 | 1.41 0 | 1.24 | 0.45 0 | 0.41 0 | – | – | 0.76 0 | 26.77 |                                                                    |                                                                    |                                                                    |
| IDIS–CBS Research–ISPRI         | 4–15 decembrie 2021             | 1,055 | 37.7 | 37.8 | 37.8 | – | – | 12.6 | – | – | – | – | – | 3.7 | 3.8 | – | – | 0.6 | – | – | – | 0.9 | – | – | 2.9 | 0.1 |                                                                    |                                                                    |                                                                    |
| iData                           | 15–25 noiembrie 2021            | 1,047 | 45.5 | 31.5 | 31.5 | – | – | 9.8 | – | – | – | – | – | 4.1 | 4.5 | – | – | – | – | – | – | – | – | – | 4.5 | 14.0 |                                                                    |                                                                    |                                                                    |
| TSZSZSPP                        | 16–20 noiembrie 2021            | 350 | 53.69 64 | 27.03 31 | 27.03 31 | – | – | 5.59 6 | – | – | 0.74 0 | 0.39 0 | – | 4.07 0 | 2.29 0 | 0.14 0 | – | 1.77 0 | 1.42 0 | 1.25 0 | 0.46 0 | 0.42 0 | – | – | 0.74 0 | 26.66 |                                                                    |                                                                    |                                                                    |
| IMAS                            | 23 octombrie–15 noiembrie 2021  | 834 | 38.6 | 36.9 | 36.9 | – | – | 10.8 | – | – | 0.7 | – | – | 6.1 | 1.7 | – | – | 1.6 | 2.2 | – | 0.7 | 0.3 | – | – | 0.3 | 1.7 |                                                                    |                                                                    |                                                                    |
| IRI                             | 16 septembrie–1 noiembrie 2021  | 1,619 | 56.3 | 21.9 | 7.8 | – | – | 4.7 | – | – | – | – | – | 3.1 | 1.6 | – | – | 1.6 | 1.6 | – | – | – | – | – | 1.6 | 26.4 |                                                                    |                                                                    |                                                                    |
| iData                           | 3–18 octombrie 2021             | 834 | 51.5 | 27.5 | 27.5 | – | – | 6.7 | – | – | – | – | – | 5.7 | 4.2 | – | – | – | 0.7 | – | – | – | – | – | 3.8 | 23.9 |                                                                    |                                                                    |                                                                    |
| iData                           | 12–24 septembrie 2021           | 1,086 | 50.5 | 29.3 | 29.3 | – | – | 10.3 | – | – | – | – | – | 3.0 | 4.1 | 0.4 | – | – | – | – | 1.3 | 0.3 | – | – | 0.7 | 21.2 |                                                                    |                                                                    |                                                                    |
|                                 |                                 | | | | | | | | | | | | | | | | | | | | | | | | | |                                                                    |                                                                    |                                                                    |
| Alegerile parlamentare din 2021 | 11 iulie 2021                   | 1,467,205 | 52.80 63 | 27.17 32 | 27.17 32 | – | – | 5.74 6 | – | – | 0.77 0 | 0.43 0 | – | 4.10 0 | 2.33 0 | 0.17 0 | – | 1.81 0 | 1.45 0 | 1.28 0 | 0.49 0 | 0.45 0 | – | – | 1.01 0 | 25.63 |                                                                    |                                                                    |                                                                    |
|                                 |                                 | | | | | | | | | | | | | | | | | | | | | | | | | |                                                                    |                                                                    |                                                                    |